# Johannes Andreae (Kaufmann)

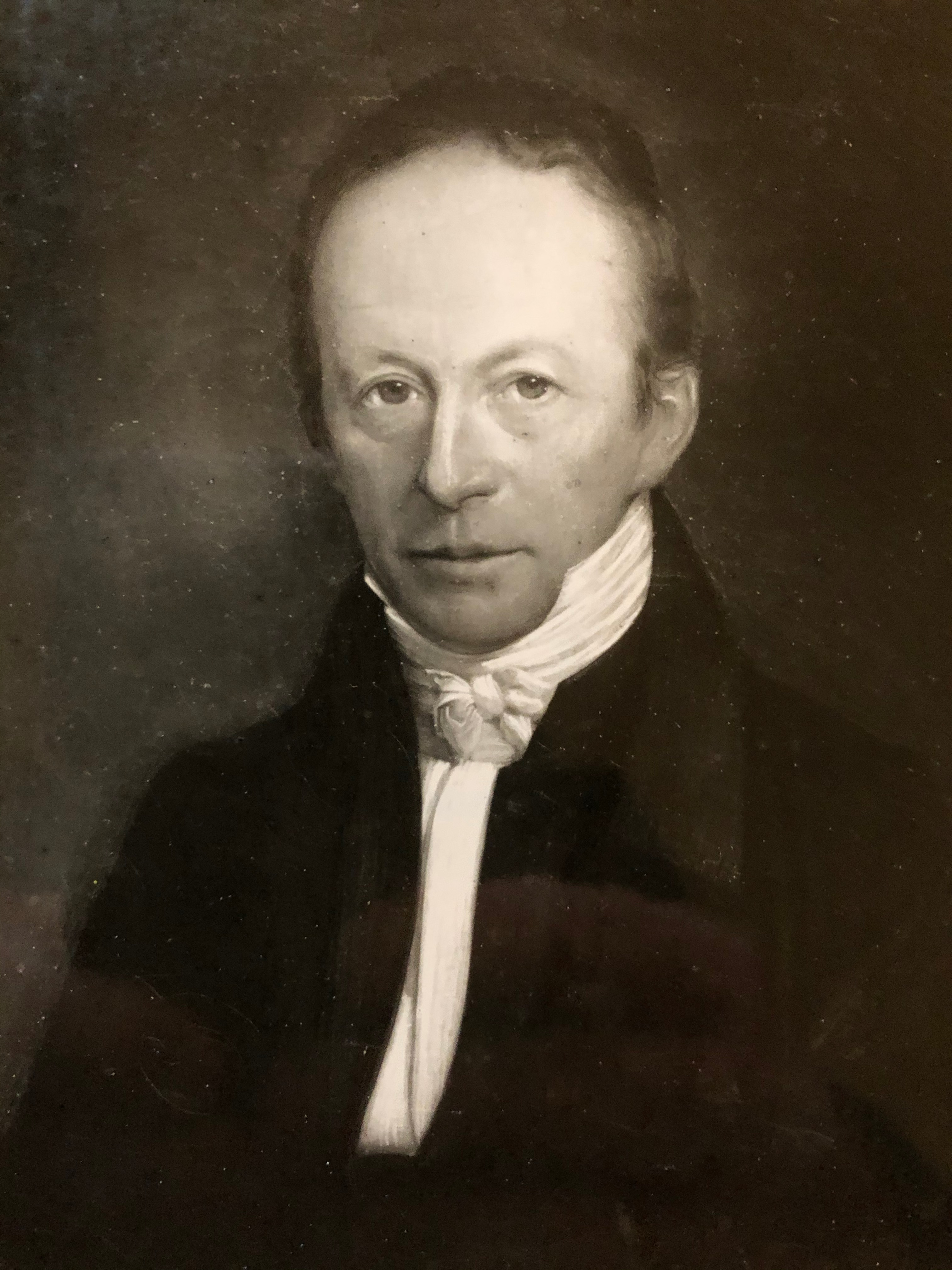
Johannes (Jean) Andreae (1780–1850)

Johannes Andreae, auch Johann Andreae, auch Andreae-Willemer, genannt Jean, (* 4. September 1780 in Frankfurt am Main; † 13. April 1850 ebenda) war ein deutscher Spezerei- und Farbwarenhändler und Bankier.

## Leben
Johannes Andreae, oder Jean, wie er in der Familie genannt wurde, war der älteste Sohn von Christoph Andreae (1736–1789) aus der dritten Ehe mit Maria Magdalena Hoppe (1752–1821). Nach Vollendung der damals üblichen Erziehung und kaufmännischer Ausbildung trat er gemäß dem väterlichen Testament mit 25 Jahren als Teilhaber in die Spezerei- und Farbwarenhandlung Gebrüder Andreae ein, die in den Jahren zuvor von seinem Halbbruder Johann Matthias geleitet worden war. Im folgenden Jahr trat als weiterer Teilhaber sein jüngster Bruder Bernhard ein, mit dem er das Geschäft 30 Jahre bis Ende 1835 führte.
Jean Andreae war ein rastlos tätiger, besonnener und praktischer Kaufmann, seiner Erscheinung nach ein kleiner, feiner Herr. Seine einzige Liebhaberei neben dem Geschäft war die vom Vater geerbte Freude an der Pflanzenkunde. Aus dem Briefwechsel zwischen Marianne von Willemer und Goethe geht hervor, dass er im November 1822 dem Dichter nach einem Besuch in Weimar einen kolossalen Kaktus als Geschenk übersandte.
Am 29. März 1809 heiratete er die 16-jährige Maximiliane Willemer (genannt Maxe), die jüngste Tochter von Johann Jakob Willemer und nannte sich zur Vermeidung von Verwechselungen mit seinen Namensvettern Andreae-Willemer. Seit 1765, als die Brüder Andreae das Haus Töngesgasse Nr. 57 erworben hatten, waren die beiden Familien Nachbarn. 1820 erwarb Andreae das Haus Hochstraße 46 mit großzügigem Garten, Gewächshaus und Teich.
Der Ehe entstammen 15 Kinder, von denen 12 ein höheres Alter erreichten. Zu ihren Kindern gehörten der Maschinenbauingenieur Abraham Andreae, genannt Brami, und der Maler Tobias Andreae.
Die dritte Frau des Vaters Johann Jacob von Willemer, Marianne von Willemer, war Jean und Maximiliane Andreae eng verbunden. Davon zeugt unter anderem ein Schriftwechsel mit Goethe, in dem sie über eine bevorstehende Geburt eines weiteren Enkelkindes berichtet (Bfw. 149 vom 17. Juli 1831): „...zudem erwarte ich im August von meiner Tochter Maxe Andreae ein neues Enkelchen, und darf da die Großmutter fehlen?“ Das Enkelkind hieß Anna und wurde am 4. August 1831 geboren.
Jean Andreae war 1820 bis 1826 Mitglied der Handelskammer Frankfurt sowie Verwaltungsmitglied des Waisenhauses. Von 1807 bis 1817 gehörte er dem 51er Kolleg bzw. der Ständigen Bürgerrepräsentation und 1817 sowie 1830 bis 1834 dem Gesetzgebenden Körper an.
Er starb im 70. Lebensjahr, seine Witwe Maximiliane überlebte ihn um 21 Jahre und starb am 3. Juni 1871. Ihre letzte Ruhe fanden sie auf dem Frankfurter Hauptfriedhof. Auf ihrem Grab (Gewann D 260-261) fand auch Marianne von Willemer ihre letzte Ruhestätte.
Der Besitz in der Hochstraße wurde 1872 für den Bau des Frankfurter Opernhauses verkauft.
Eine Charakterskizze von ihm und seiner Familie liefert der Pädagoge Gerd Eilers, der mit Andreaes Nichte Katharina Hofmann, für die dieser die Mitvormundschaft hatte, verheiratet war.